# Galena (Alaska)
Galena es una ciudad situada en el área censal de Yukón–Koyukuk en el estado estadounidense de Alaska. Según el censo de 2010 tenía una población de 470 habitantes.

## Demografía
Según el censo de 2010, Galena tenía una población en la que el 29,4% eran blancos, 0,0% afroamericanos, 63,6% amerindios, 0,6% asiáticos, 0,0% isleños del Pacífico, el 0,2% de otras razas, y el 6,2% pertenecían a dos o más razas. Del total de la población el 2,3% eran hispanos o latinos de cualquier raza.

## Localidades adyacentes
El siguiente diagrama muestra a las localidades más próximas a Galena.